# Comment Max fait le tour du monde
Pour plus de détails, voir Fiche technique et Distribution.
Comment Max fait le tour du monde  est un film muet français réalisé par Max Linder, sorti en 1910.

## Fiche technique
- Titre original : Comment Max fait le tour du monde
- Titre anglophone (Royaume-Uni) : How Max Linder Travelled Round the World / Max on Tour
- Titre anglophone (États-Unis) : How Max Went Around the World
- Réalisation : Max Linder
- Scénario : Armand Massart
- Producteur :
- Société de production : Pathé Frères
- Société de distribution : Pathé Frères (France), General Film Company (États-Unis)
- Pays d'origine :  France
- Langue : film muet avec les intertitres en français
- Métrage : 225 mètres
- Format : Noir et blanc — 35 mm — 1,33:1 — Muet
- Genre : Comédie
- Durée : 7 minutes 30
- Dates de sortie : 
  -  Autriche : 8 octobre 1910
  -  Allemagne : 12 novembre 1910
  -  Finlande : 14 novembre 1910
  -  France : 4 janvier 1911
  -  États-Unis : 23 janvier 1911

## Distribution
- Max Linder : Max
- Lucy d'Orbel : La femme de Max
- Georges Gorby